# Maison Thomas Elfe
La maison Thomas Elfe est une propriété située dans le quartier français de Charleston (Caroline du Sud), au 54 Queen Street. Elle a appartenu à l'artisan Thomas Elfe durant la période coloniale de l'Amérique. Bâtie au XVIIIe siècle, la maison a été entièrement restaurée.

## Localisation
La maison Thomas Elfe est la plus ancienne résidence historique restaurée à Charleston qui est ouverte au public pour des visites. Il existe des maisons plus anciennes à Charleston, mais ce sont à ce jour des résidences ou des entreprises privées. La maison est à proximité de la célèbre église huguenote de Charleston et de Dock Street Theatre dans le quartier français.

## Histoire

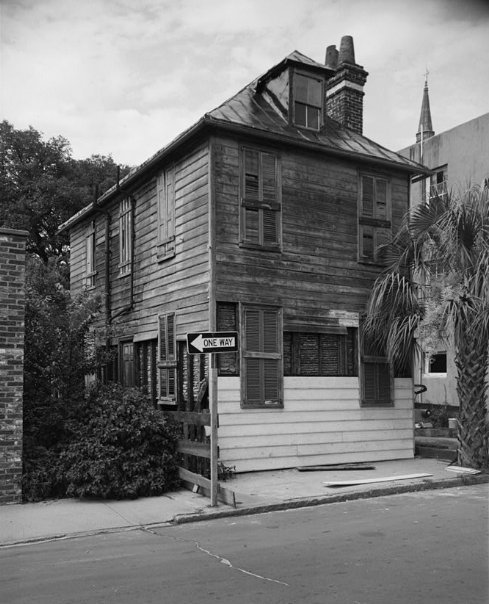
La maison Thomas Elfe en 1963, avant la restauration.

Thomas Elfe, considéré comme le meilleur artisan de meubles de Charleston au XVIIIe siècle, a conçu cette maison unifamiliale qu'il avait construit en 1760. Il vend la maison en 1763 à Richard Hart, un chaisier. Il y a eu de nombreux propriétaires dès lors.
La maison a subi peu de dégâts dans le tremblement de terre de Charleston de 1886. C'est la raison pour laquelle elle aurait été renforcée par de grandes et lourdes poutres (3,5 pouces x 5 pouces) tenant par des mortaises et des chevilles en bois. La maison a été notamment restaurée par l'ancien propriétaire qui y a vécu entre 1967 et 1969. La propriété n'a pas subi de dommages importants lors de l'ouragan Hugo, qui a traversé la région en 1989.
Le dernier propriétaire a vendu la maison en 2003 pour un million de dollars. La maison est actuellement un musée itinérant ouvert au public.

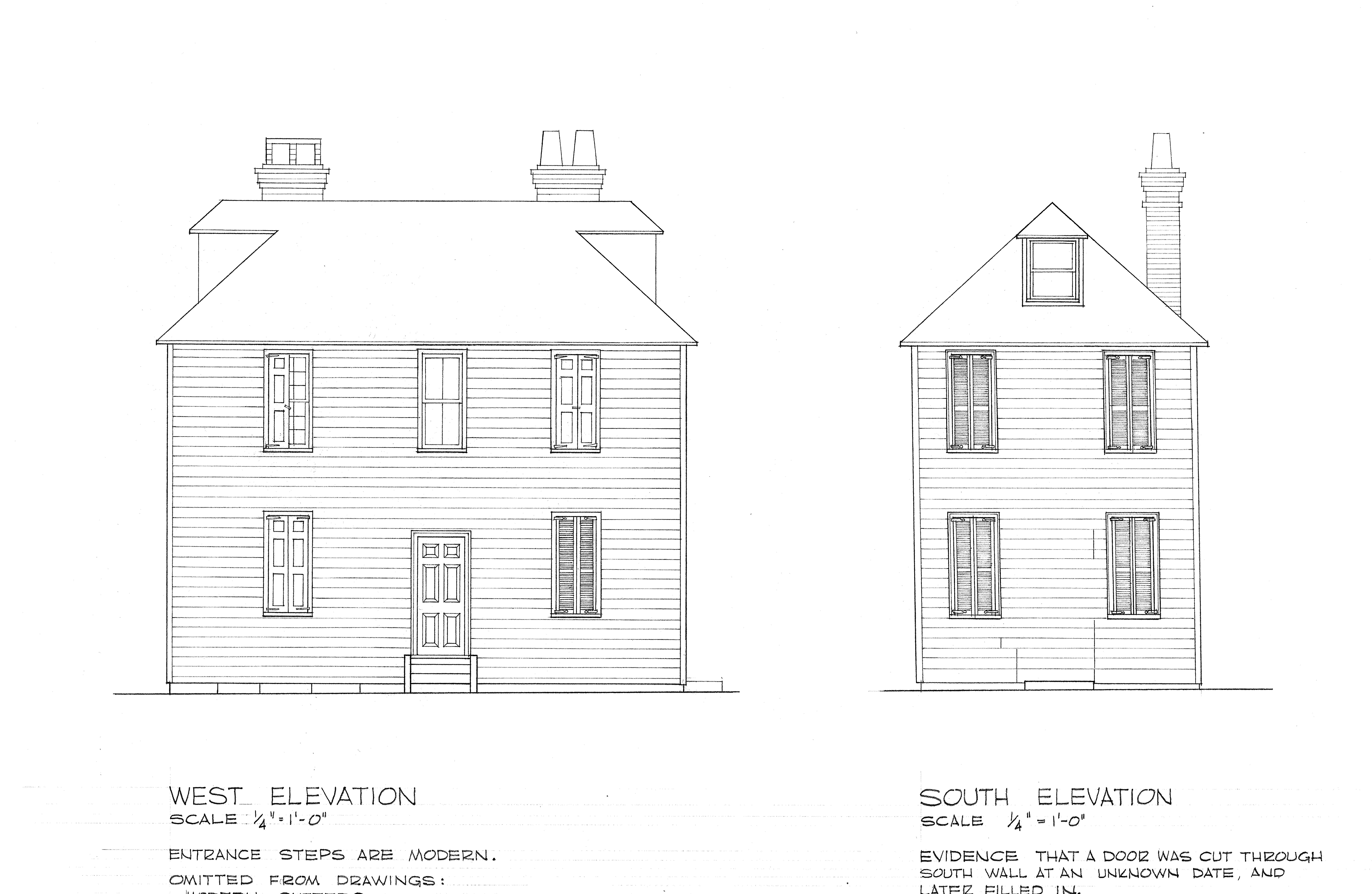
Plan des élévations de la maison.
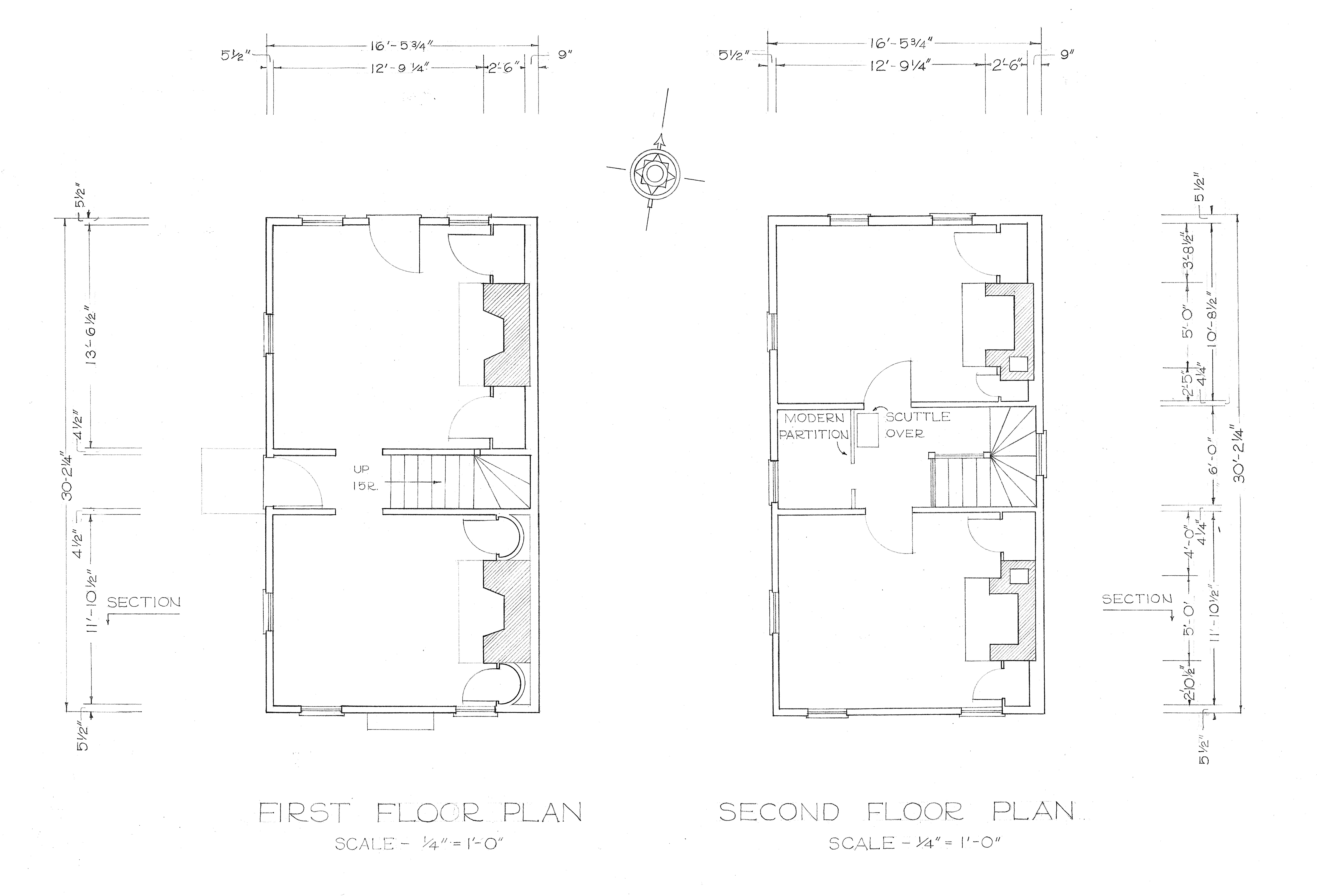
Plan des étages.
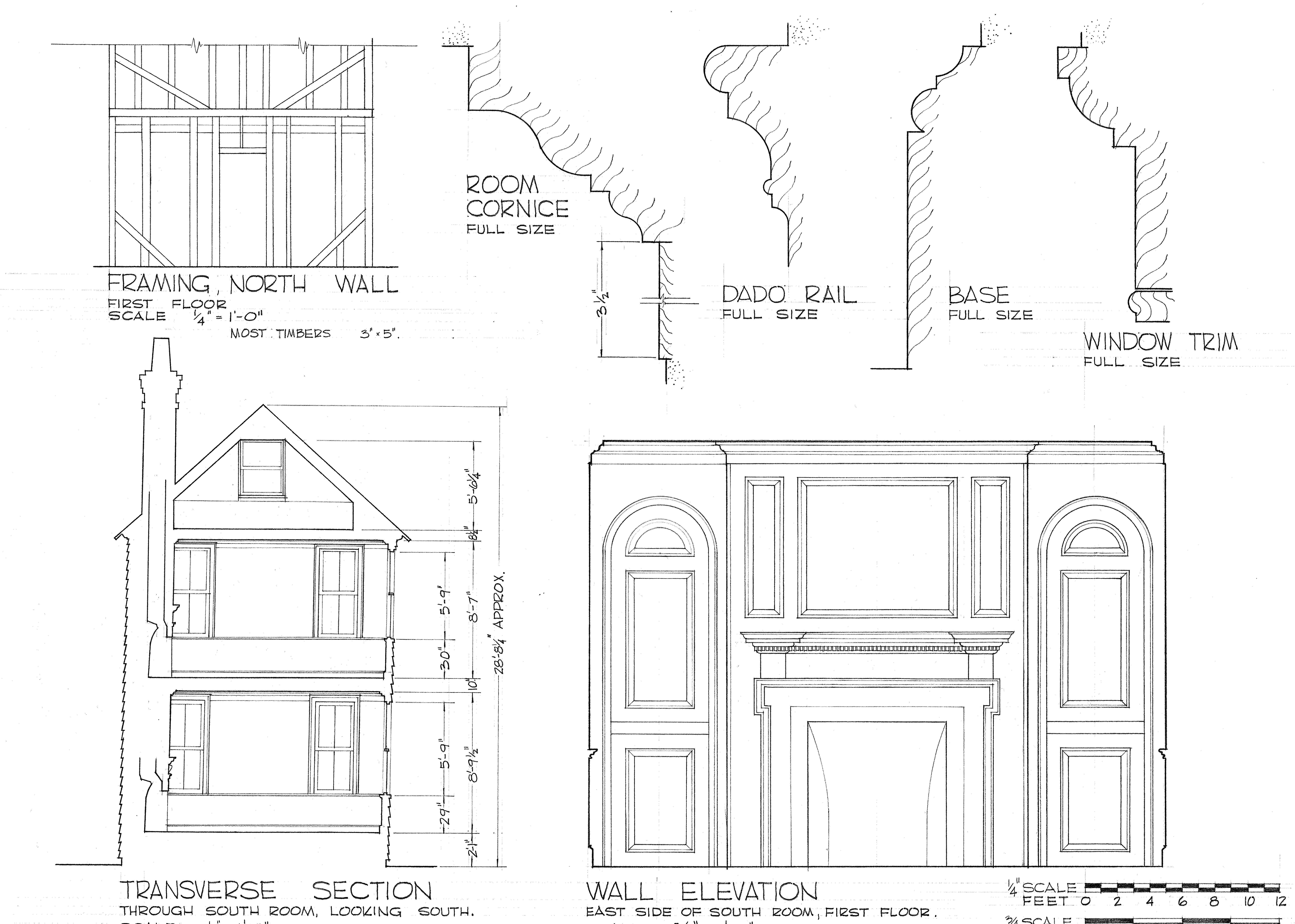
Plan de la charpente.
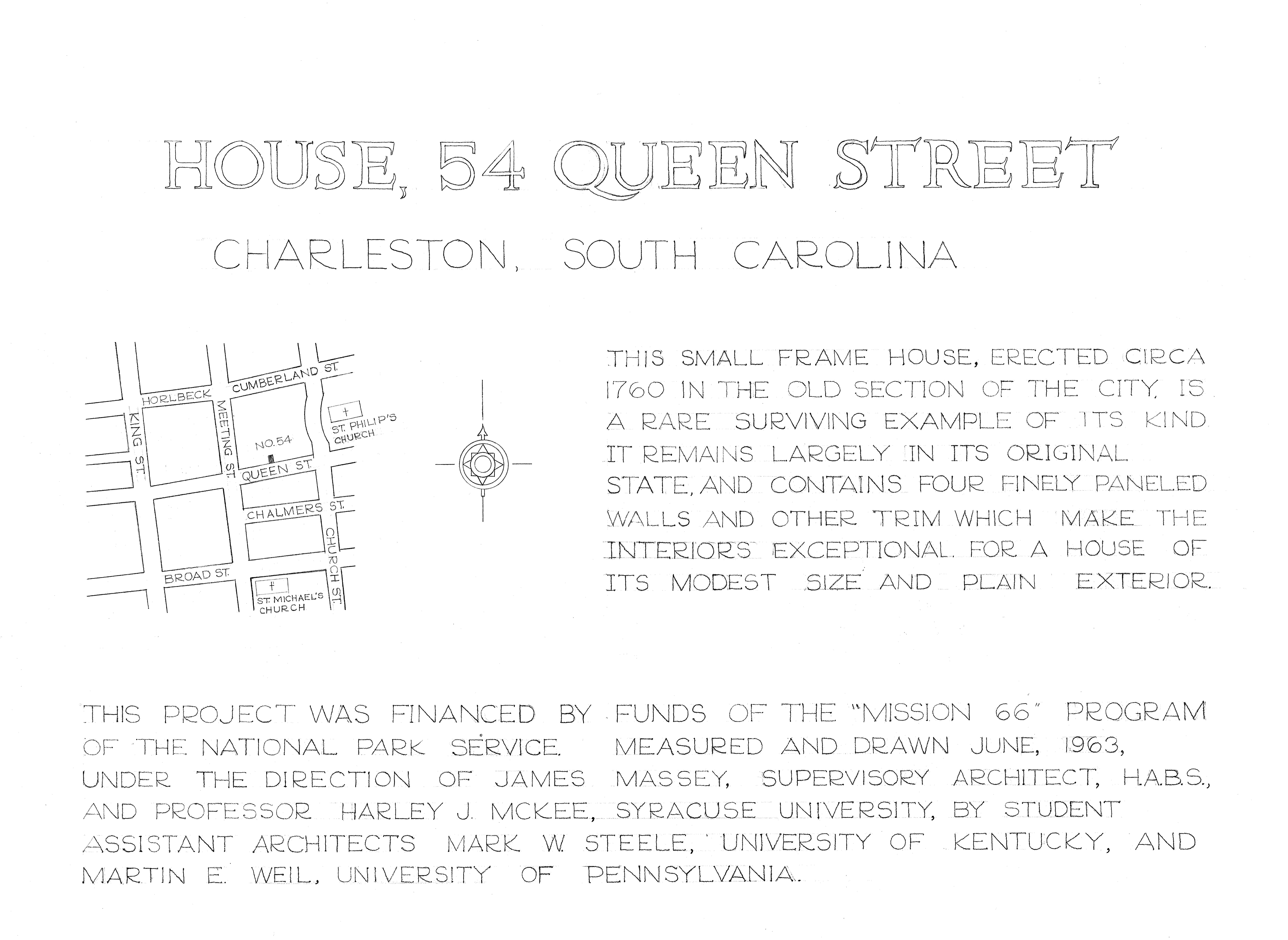
Plan des rues avoisinantes.

## Caractéristiques
La propriété se composait initialement de deux bâtiments, l'un qui avait sa façade le long de la rue et l'autre qui donnait sur la partie arrière de la propriété. Le bâtiment à l'arrière était probablement la boutique de Thomas Elfe et l'autre sa maison. La maison est typique de l'architecture georgienne coloniale. La maison compte deux étages de 16 pieds de hauteur (environ 4,9 m), 5 pouces 3/4 par 30 pieds, 2 pouces 1/4[pas clair]. La propriété est entourée de baies. L'entrée principale de la maison se situe à l'ouest, l'accès à la rue et au stationnement au sud. La maison à ossature en bois est recouverte d'un bardage de 9,5 pouces de large (soit 24,13 centimètres) et de 7,75 pouces d'épaisseur (environ 19,68 centimètres), pouvant diminuer d'un demi-pouce à trois quarts de pouce. Les bardages en bois n'ont pas été installés pendant l'érection en 1760, mais ils ont été ajoutés au XIXe siècle. La maison se compose actuellement de deux chambres à coucher et de trois salles de bains. Elle mesure 1 670 pieds carrés (soit environ 155,15 mètres carrés).
La fondation de la maison repose sur des piles de briques, et le périmètre de la propriété est partiellement entourée par un mur de briques. Dans la cour à l'arrière se situent des myrtes de crêpe et un grand vieux chêne. La structure de deux étages, qui dispose de quatre chambres, a été déplacée de trente pieds en arrière et restaurée en 1968, car elle commençait à être très détériorée en raison du manque d'entretien,.
La maison dispose de deux cheminées en brique. Il y a des armoires en cyprès contre les murs du foyer,. Les alcôves ont des placards et de nombreuses chambres ont des armoires en porcelaine décorées avec des antiquités. La maison dispose de fenêtres à guillotine, soit neuf panneaux de verre par châssis de la fenêtre, ce qui est courant dans les anciens maisons historiques de Charleston.
Les visites guidées éclairées à la bougie sont parfois accompagnées par de la musique du XVIIIe siècle. L'intérieur de la maison est décorée comme au temps de Thomas Elfe. La maison a été présentée dans un programme pour House and Garden TV et dans des magazines nationaux, comme Early American Life.

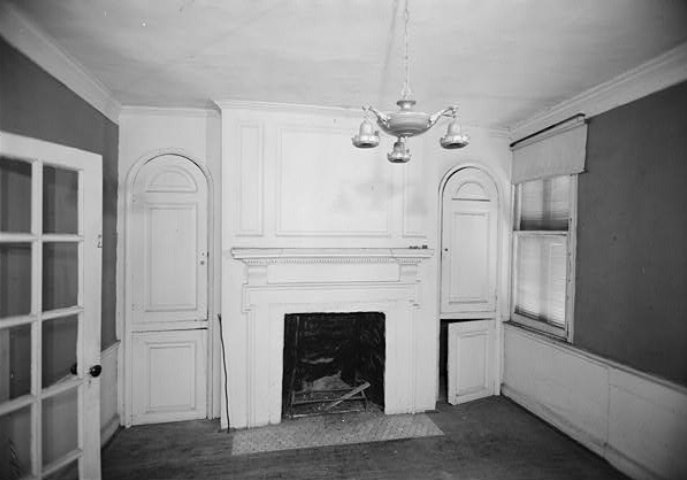
Deuxième étage, salle sud.
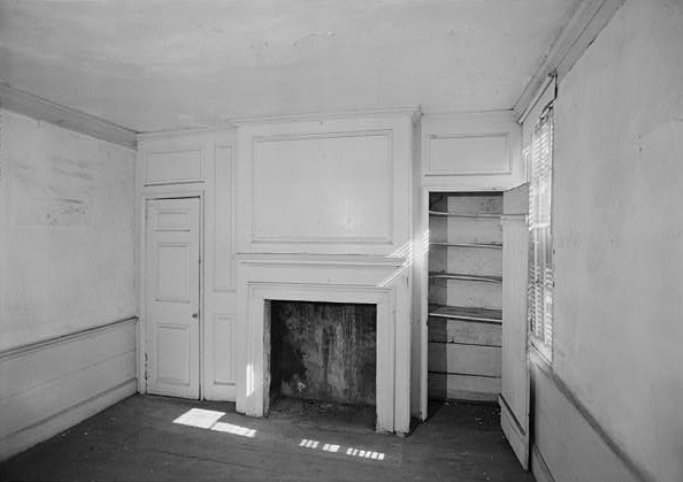
Deuxième étage, salle nord.
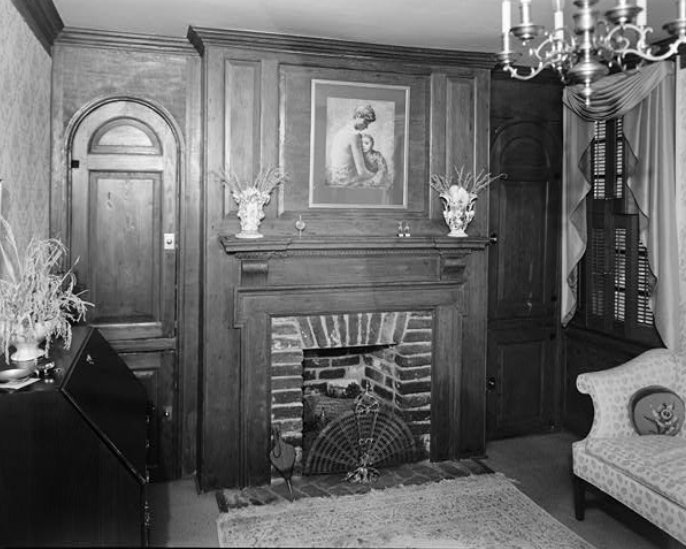
Premier étage, salle sud.
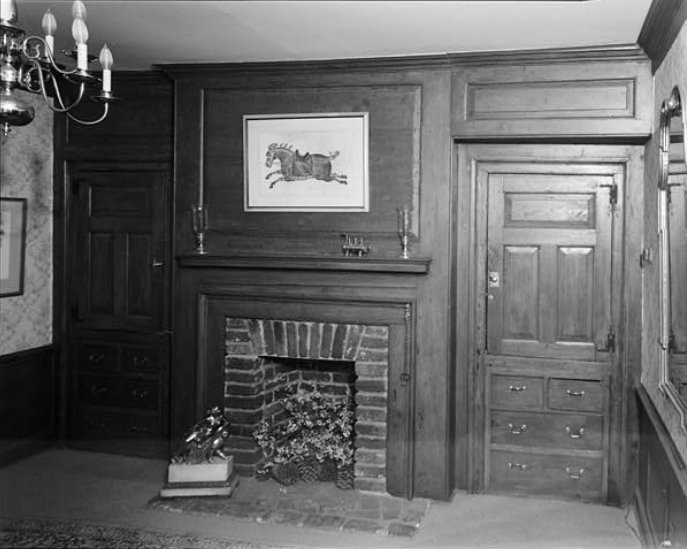
Premier étage, salle nord.

## Protection
La maison est listée dans les bâtiments historiques américains (en anglais : Historic American Buildings Survey) du département de l'Intérieur des États-Unis.